# Lerma (Spanyolország)
Lerma egy község Spanyolországban, Burgos tartományban. Lerma Quintanilla de la Mata, Avellanosa de Muñó, Tordómar, Santa Cecilia, Zael, Villamayor de los Montes, Villalmanzo, Santa Inés, Quintanilla del Agua y Tordueles, Solarana, Pineda Trasmonte, Fontioso, Cilleruelo de Abajo, Torresandino, Villafruela és Iglesiarrubia községekkel határos. Lakosainak száma 2556 fő (2024).

## Népesség
A település népessége az utóbbi években az alábbiak szerint változott:
| Lakosok száma | 2502 | 2619 | 2789 | 2836 | 2826 | 2745 | 2652 | 2529 | 2609 | 2556 |
|               | 2001 | 2004 | 2006 | 2009 | 2011 | 2014 | 2016 | 2019 | 2021 | 2024 |